# أوبي ترايس
أوبي ترايس (بالإنجليزية: Obie Trice) مغني راب أمريكي ذو أصل أفريقي ولد عام 1977 في ديترويت ميتشيغان، الولايات المتحدة الأمريكية.
و هو ابن غير شرعي مجهول الأب، أمه هي اليانور ترايس وعام 1998 انجب ابنته الوحيد كوبي الغير شرعية أيضا.
انضم لمجموعة الدي 12 D12 في الغناء مما قربه من المغني الشهير إيمينيم الذي يعتبر الشخص الذي جعل منه مشهورا.
عرف ترايس بقوفه الدائم مع إيمينيم ومجموعة الأفتر ماث ضد كل من بنزينو Benzino وجارول Ja rule واصدر كثيرا من الأغاني البذيئة اللهجة ضدهما.

## أعماله الموسيقية
- Cheers
- 2nd Rounds On Me
- Bottom's Up (سيصدر قريباً)

## أغاني أخرى لترايس
- Doe Ray Me - أوبي ترايس ودي 12
- Love Me - أوبي ترايس و50 سنت وإيمينيم
- Drips - أوبي ترايس وإيمينيم
- Spend Some Time - أوبي ترايس و50 سنت وإيمينيم
- Adrenaline Rush - أوبي ترايس
- Stay Bout It - أوبي ترايس
- Growing Up in the Hood - أوبي ترايس وذا غيم
- Hennessey: أوبي ترايس وتوباك

## روابط
- Official Obie Trice website
- Official Shady Records website

## روابط خارجية
- أوبي ترايس على موقع IMDb (الإنجليزية)
- أوبي ترايس على موقع ميوزك برينز (الإنجليزية)
- أوبي ترايس على موقع إن إن دي بي (الإنجليزية)
- أوبي ترايس على موقع أول ميوزيك (الإنجليزية)
- أوبي ترايس على موقع ديسكوغز (الإنجليزية)
- أوبي ترايس على موقع قاعدة بيانات الفيلم (الإنجليزية)